# Abris Lelbach
Abris Lelbach. früher Abris Stermecki (* 12. April 1960 in Jugoslawien) ist ein deutscher Tischtennisspieler. Bei Deutschen Meisterschaften der Erwachsenen gewann er zwei Bronzemedaillen.
Abris Stermecki heiratete 1978 und nahm den Namen seiner Ehefrau Lelbach an.

## Werdegang
Abris Stermecki begann mit dem Tischtennissport beim Verein TSG Sulzbach. Hier erzielte er im Schüler- und Jugendbereich frühe Erfolge. Daher wurde er 1974 für die Teilnahme an der Jugend-Europameisterschaft in Göppingen nominiert. 1975 wechselte er zum Bundesligaverein TTC Mörfelden, mit weiteren Vereinen trat er bis 1987 in der Bundesliga an. 1980 nahm er an der 3. Studenten-Weltmeisterschaft in Teesside teil, wo er in der Trostrunde im Einzel das Halbfinale erreichte. Mit BG Bayreuth wurde er 1986 Meister der 2. Bundesliga Süd und stieg auf. Zu seinen größten Erfolgen zählt der Gewinn der Bronzemedaille im Doppel mit Hans-Joachim Nolten bei der Deutschen Meisterschaft 1986 sowie mit Jörg Budzisz bei der DM 1987.

## Privat
Abris Lelbach kam mit fünf Jahren von Jugoslawien nach Deutschland. Er studierte in Frankfurt am Main Betriebswirtschaftslehre und arbeitete dann als Wirtschaftsprüfer. 1998 stieg er als Geschäftsführer in die Berliner Firma Elpro ein, die sich mit Energie- und Leittechnik sowie Verkehrstechnik beschäftigt.

## Turnierergebnisse
| Verband | Veranstaltung                         | Jahr | Ort       | Land | Einzel | Doppel | Mixed | Team |  |
| ------- | ------------------------------------- | ---- | --------- | ---- | ------ | ------ | ----- | ---- |  |
| GER     | Südwestdeutsche Meisterschaft Schüler | 1974 | Montabaur | GER  |        | Gold   |       |      |  |
| GER     | Südwestdeutsche Meisterschaft Herren  | 1978 | Nierstein | GER  |        | Gold   |       |      |  |
| GER     | Bundesranglistenturnier Jungen        | 1976 | Altbach   | GER  | Bronze |        |       |      |  |
| GER     | Südwestdeutsche Rangliste Junioren    | 1979 | Wörrstadt | GER  | Gold   |        |       |      |  |
| GER     | Südwestdeutsche Rangliste Junioren    | 1980 | Neuwied   | GER  | Gold   |        |       |      |  |